# Германат свинца
Германат свинца — неорганическое соединение, 
соль металла свинца и германиевой кислоты 
с формулой Pb5Ge3O11 (5PbO·3GeO2),
кристаллы,
не растворяется в воде.

## Получение
- Спекание оксида германия(IV) и карбоната свинца(II):

{\displaystyle {\mathsf {3GeO_{2}+5PbCO_{3}\ {\xrightarrow {T}}\ Pb_{5}Ge_{3}O_{11}+5CO_{2}}}}

## Физические свойства
Германат свинца образует кристаллы 
гексагональной сингонии, пространственная группа P 6, параметры ячейки a = 1,0190 нм, c = 1,0624 нм, Z = 3
.
- Является сегнетоэлектриком с температурой Кюри 450 К (177°С) [3].